# 堀内迪弥
堀内　迪弥（ほりうち　みちや、1993年1月15日 - ）は、滋賀県甲賀市出身の湘南ベルマーレフットサルクラブ所属のフットサル選手。ポジションはピヴォ。

## 所属チーム
サッカー
甲南第一SSS→甲賀市立甲南中学校→滋賀県立草津東高等学校
フットサル　ボスケラーゴ→シュライカー大阪サテライト→シュライカー大阪→ヴォスクオーレ仙台→シュライカー大阪→湘南ベルマーレフットサルクラブ
学歴
草津東高等学校体育科　卒業
京都橘大学 現代ビジネス学部現代マネジメント学科救急救命コース 卒業 （救急救命士 資格取得）

## 主な成績
甲南中学校サッカー部　近畿大会優勝、全国中学校サッカー大会ベスト16
滋賀県立草津東高等学校　インターハイ出場
第8回長野オープンU23選抜全国フットサル大会　優勝（滋賀県選抜）
U25フットサル日本代表 神戸フェスタ2017 3試合5得点
2018-19シーズン　Fリーグ28試合出場25ゴール　日本人最多得点
2018年　フットサル日本代表 欧州遠征メンバー　国際Aマッチ2試合出場
JFA 第29回全日本フットサル選手権大会　得点王

## 経歴
7歳から高校卒業までサッカーを続け、大学からフットサルに転向、消防士を目指しながら滋賀県リーグの社会人チームに所属しフットサルを続けていたが、フットサルの魅力に惹かれ、プロを目指す。
大学在学中、シュライカー大阪に入団、サテライトを経て大学卒業の年にトップチーム昇格。トップチーム昇格後、出場機会に恵まれず2016年10月にヴォスクオーレ仙台へ移籍、途中加入後17試合出場8得点、その翌年の2017-18シーズンはリーグ戦30試合13得点、U25フットサル日本代表に選出され、神戸フェスタで3試合5得点を挙げ、宮城県サッカー協会から特別功績賞を受賞。
2018-19シーズンはリーグ戦28試合25ゴールでFリーグ日本人最多得点を挙げ、日本代表として欧州遠征に参加し国際Aマッチデビューを果たした。
2019-20シーズンはヴォスクオーレ仙台でプロ契約を交わし、キャプテンとしてスタートしたが、クラブの財政難により、シーズン途中で古巣であるシュライカー大阪に完全移籍。22試合出場11ゴール。翌年、約2年ぶりに日本代表候補合宿へ参加。その後リーグ戦で、怪我を負い（半月板損傷）長期離脱。リーグ戦は9試合出場3ゴールに終わる。
2021-22シーズンは出場機会に恵まれず10試合2ゴール。同年、JFA100周年功労賞受賞。
2022-23シーズンより湘南ベルマーレフットサルクラブへ移籍。リーグ戦21試合出場17ゴール(リーグ全体2位、チーム内得点王)でJFA第28回全日本フットサル選手権準優勝で終える。
2023-24シーズンはリーグ戦26試合19ゴール（チーム内得点王、下位リーグ得点王）
Fリーグ通算100ゴール達成
JFA 第29回全日本フットサル選手権大会得点王（3試合7ゴール）

### 日本代表
2018 U25フットサル日本代表　3試合 5得点
2019 フットサル日本代表     　   2試合